# Taeniogyrus havelockensis
Taeniogyrus havelockensis is een zeekomkommer uit de familie Chiridotidae.
De wetenschappelijke naam van de soort werd in 1975 gepubliceerd door G. Rao.